# Głochotczyno
Głochotczyno (także: Łachotka, Lachotka, niem. Lachotken See) – jezioro owalnego kształtu w Dolinie Gwdy, w gminie Szydłowo (powiat pilski).

## Charakterystyka
Jest pierwszym zbiornikiem wodnym na rzece Rudzie (ułożenie północno-zachodnie) i zbiera kilka dopływów wpływających głęboko wciętymi wąwozami. Na mapie z 1938 widoczne są dwa jeziora: Łachotka Mała i Duża. W końcówce lat 70. XX wieku wody Rudy spiętrzono i powstał jeden akwen o powierzchni 39,92 hektara. 
Od północnego wschodu do brzegów jeziora przylegają łagodne skarpy porośnięte lasem. Do innych brzegów dochodzą łąki i bagna. Zbiornik okolony jest pasem trzciny i sitowia o różnej, często znacznej, szerokości.

## Wędkarstwo
Jezioro jest dzierżawione prywatnemu użytkownikowi  - Jeziora i Stawy Wałeckie  Sp. z o.o. (wcześniej gospodarowało na nim Państwowe Gospodarstwo Rybackie w Wałczu). Od lat 80. XX wieku jest udostępnione wędkarzom. Jest zarybiane dla celów hodowlanych narybkiem karpia. W akwenie występują m.in.: płoć, szczupak, okoń, węgorz, lin, amur, leszcz, krąp i karaś.

## Turystyka
Przy południowo-wschodnim skraju jeziora przebiega  niebieski szlak turystyczny z Płytnicy do Piły (Koszyc). Od południowego wschodu przy jeziorze przebiega też szosa z Krępska do Starej Łubianki.